# カム・オン (アール・キングの曲)
「カム・オン」（別名：「レット・ザ・グッド・タイムズ・ロール」；Come On、Let the Good Times Roll）はニューオーリンズのR&Bアーティスト、アール・キングが作詞作曲した楽曲。

## 概要
キングは、1960年に「Darling Honey Angel Child」のタイトルでこの曲をエイス・レコード傘下のレックスに初めてレコーディングした（リリースは翌1961年1月）。同年の後半になって、この曲に新たな歌詞を付け、2部構成の楽曲としてインペリアル・レコードに吹き込んでいる。タイトルも新しく「Come On」となり、A面に「Come On – Part I」、B面には「Come On – Part II」が収録される形で、1960年11月にシングル・リリース（Imperial X5713）された。
演奏としてはギターがフィーチャーされた内容となっている。音楽ライターのジョン・ペリーはフレディ・キングの「Hide Away」や「The Stumble」などとインストゥルメンタル曲と比較している。彼はこの曲のキーがギターで弾きやすいEで演奏されていることを指摘し、1曲の中に可能な限り多くのおいしいフレーズを詰め込むためのものだとしている。

## 参加ミュージシャン
- アール・キング Earl King - ボーカル、ギター
- リロイ・ダービグニー Leroy Derbigny - トランペット
- モリス・ベシャミン Morris Bechamin - テナー・サクソフォーン
- ジェイムズ・リヴァーズ James Rivers - テナー・サクソフォーン
- エドワード・”キッド”・ジョーダン Edward “Kid” Jordan - バリトン・サクソフォーン
- ジェイムズ・ブッカー James Booker - ピアノ
- ジョージ・デイヴィス George Davis - ベース
- ロバート・フレンチ Robert French - ドラムス

## カバー・バージョン

### ジミ・ヘンドリックス・エクスピリエンス
「カム・オン」はビルボードのR&Bチャートに入ることはなかったが、ジミ・ヘンドリックスによって、より広く知れ渡るようになった。この曲はヘンドリックスが最も早い時期にプレイした楽曲のひとつであり、彼が高校時代にバンドでシアトル南部のスパニッシュ・キャッスル・ミュージック・クラブでプレイした頃まで遡る。
1968年、彼はジミ・ヘンドリックス・エクスペリエンス名義で「カム・オン」をレコーディングし、グループの3作目のアルバム『エレクトリック・レディランド』に収録した。
ヘンドリックスは基本的にキングのリズム・ギターのフレーズを踏襲しているが、より早いテンポでプレイし、ロック的なフィーリングを与えている。ベーシストのノエル・レディングとドラマーのミッチ・ミッチェルもより勢いのあるリズムを曲に与え、ヘンドリックスのギター・ソロを強調する役割を果たしている。この曲は『エレクトリック・レディランド』の収録曲の中で最後にレコーディングされた曲であった。レディングは「この曲はアルバムの時間を埋めるためにやった。ライヴで演奏し、採用されたんだ」と語っている。

### その他のバージョン
以下のアーティストたちがカバーをしている。
| 年     | アーティスト名                                           | 収録アルバム                                              | タイトル                              |
| ------ | -------------------------------------------------------- | --------------------------------------------------------- | ------------------------------------- |
| 1965年 | アルヴィン・ロビンソン                                   | シングル・リリース                                        | 「Let The Good Times Roll」           |
| 1971年 | ピー・ウィー・クレイトン                                 | 『Things I Used to Do』                                   | 「Let The Good Times Roll」           |
| 1972年 | ドクター・ジョン                                         | 『Dr. John's Gumbo』                                      | 「Let The Good Times Roll」           |
| 1974年 | フレディ・キング                                         | 『Burglar』                                               | 「Come On (Let The Good Times Roll)」 |
| 1981年 | アンソン・ファンダーバーグ・アンド・ザ・ロケッツ         | 『Talk To You By Hand』                                   | 「Come On」                           |
| 1985年 | スティーヴィー・レイ・ヴォーン・アンド・ダブル・トラブル | 『Soul To Soul』                                          | 「Come On (Part III)」                |
| 2003年 | ジェイムズ・ブラッド・ウルマー                           | 『No Escape from the Blues - The Electric Lady Sessions』 | 「Come On (Let The Good Times Roll)」 |
| 2006年 | パパ・チャビー                                           | 『Electric Chubbyland』                                   | 「Come On」                           |
| 2010年 | スティーヴ・ミラー・バンド                               | 『Bingo! [Ltd.]』                                         | 「Come On (Let The Good Times Roll)」 |
| 2015年 | ジェイムズ・ブッカー                                     | 『Live from Belle Vue』                                   | 「Let The Good Times Roll」           |

ディーゼルは2011年のEP『7 Axes』で自身のバージョンを披露している。2013年には、フロー・ライダーが「Let It Roll」の中でフレディ・キングの1974年のレコーディングからコーラスの一部サンプリングしてクレジットした上で使用している。

### キングによる再演
1977年、キングはルイジアナ州メテリーのナイト・スタジオで再演版をレコーディングした。「Come On (Let the Good Times Roll)」とタイトルが付けられたこのバージョンにはヘンドリックスの影響が感じられる。ソネット・レコードからリリースとなったアルバム『That Good New New Orleans Rock 'N Roll』に収録されている。

## ドキュメンタリー映画
2005年のドキュメンタリー映画『Make It Funky!』では、スヌークス・イーグリンがこの曲をジョージ・ポーター・ジュニアとハウス・バンドと演奏したものをフル・パフォーマンスとして収録している。映画は、ニューオーリンズの音楽の歴史とリズム・アンド・ブルース、ロックンロール、ファンク、ジャズに与えた影響について紹介しているものである。